# 솔올중학교
솔올중학교(솔올中學校)는 대한민국 강원특별자치도 강릉시 교동에 있는 공립 중학교이다.

## 학교 연혁
- 2003년 11월 21일 : 솔올중학교 설립인가
- 2006년 7월 27일 : 솔올중학교 교명 확정
- 2007년 3월 1일 : 제1대 박인규 교장 취임
- 2007년 3월 2일 : 제1회 320명 입학(남 169명, 여 151명)
- 2007년 6월 1일 : 개교식(9학급)
- 2010년 2월 12일 : 제1회 졸업식 (졸업생 315명)
- 2023년 9월 1일 : 제7대 김성화 교장 취임
- 2025년 1월 8일 : 제16회 졸업식(졸업생 170명, 졸업생 누계 3,490명)
- 2025년 3월 4일 : 2025학년도 입학식 259명(남 116명, 여 143명)

## 참고 자료
- 솔올중학교 - 한국교육학술정보원 학교알리미